# Johan Goossens (prior)
Johan Goossens (6 september 1967) is een Vlaams norbertijn. Sinds 2004 is hij prior van de abdij van Grimbergen.

## Biografie
Johan Goossens groeide op in Essen en ontving het witte ordekleed op 27 augustus 1988 uit handen van abt Piet Wagenaar. Op 27 augustus 1990 volgde zijn professie. Na zijn studies aan de studieconcentratie Agripo werd hij op 9 juli 1995 door Joseph Lescrauwaet tot priester gewijd en onmiddellijk ingeschakeld als medepastoor in de parochie van Grimbergen. In maart 2001 werd hij pastoor van Grimbergen en ook de eerste federatiepastoor van de toen pas opgerichte federatie Grimbergen.
Op 5 november 2004 benoemde abt Erik De Sutter hem tot prior van de abdij terwijl hij zijn verantwoordelijkheid als pastoor en federatiepastoor behield. In september 2006 werden hem ook de pastorale zorgen van de parochie Beigem toevertrouwd, sinds september 2009 ook Molenveld, Verbrande Brug en Borgt en sinds september 2010 Humbeek en sinds juli 2014 Strombeek-Bever.